# Membrana (interfície)

Esquema d'una exclusió membranal basada en la mida.

Una membrana és una capa de material que serveix de barrera selectiva entre dos estats i roman impermeable a partícules, grups de partícules o substàncies específiques quan se l'exposa a l'acció d'una força impulsora. Alguns components poden passar a través de la membrana dins un corrent permeat, mentre que d'altres són aturats per ella i s'acumulen al corrent de retingut.
Les membranes poden ser de diferent gruix, amb una estructura homogènia o heterogènia. Les membranes poden ser neutres o carregades, i el transport de les partícules pot ser actiu o passiu. Aquest últim pot ser facilitat per la pressió, concentració, o gradients químics o elèctrics del procés membranal. Les membranes es poden classificar en dos grups: membranes artificials o membranes biològiques. Aquests dos tipus de membrana difereixen significativament en la seva estructura i funcionalitat.